# هیندرک اویاما
هیندرک اویاما (استونیایی: Hindrek Ojamaa؛ زادهٔ ۱۲ ژوئن ۱۹۹۵) بازیکن فوتبال اهل استونی است.
از باشگاه‌هایی که در آن بازی کرده‌است می‌توان به باشگاه فوتبال تارتو تامکا، باشگاه فوتبال نومه کالیو، و باشگاه فوتبال لوادیا تالین اشاره کرد.
وی همچنین در تیم‌های ملی فوتبال زیر ۱۷ سال استونی، زیر ۱۹ سال استونی، زیر ۲۱ سال استونی، زیر ۲۳ سال استونی، و استونی بازی کرده‌است.